# Дрепано (Кожани)
Дрепано (грчки: Δρέπανο, Дрепано) је насељено место у саставу општине Кожани, округ Кожани, у периферији Западна Македонија, Грчка.